# Hughenden Valley
Hughenden Valley är en by i Buckinghamshire i England. Orten har 1 586 invånare (2001).